# Xã Braintrim, Quận Wyoming, Pennsylvania
Xã Braintrim (tiếng Anh: Braintrim Township) là một xã thuộc quận Wyoming, tiểu bang Pennsylvania, Hoa Kỳ. Năm 2010, dân số của xã này là 502 người.